# Grupo Modelo
Grupo Modelo — мексиканська компанія, що займається виробництвом та продажем пива. Зокрема, відома у всьому світі завдяки своєму бренду Corona. Компанія входить до складу бельгійсько-бразильської корпорації Anheuser-Busch InBev, і станом на 2009 рік контролювала 63 % ринку пива в Мексиці.